# Cambas (Oleiros)
Cambas ist eine Gemeinde (Freguesia) im portugiesischen Kreis Oleiros. In ihr leben 254 Einwohner (Stand 19. April 2021).